# Germania (luchtvaartmaatschappij)

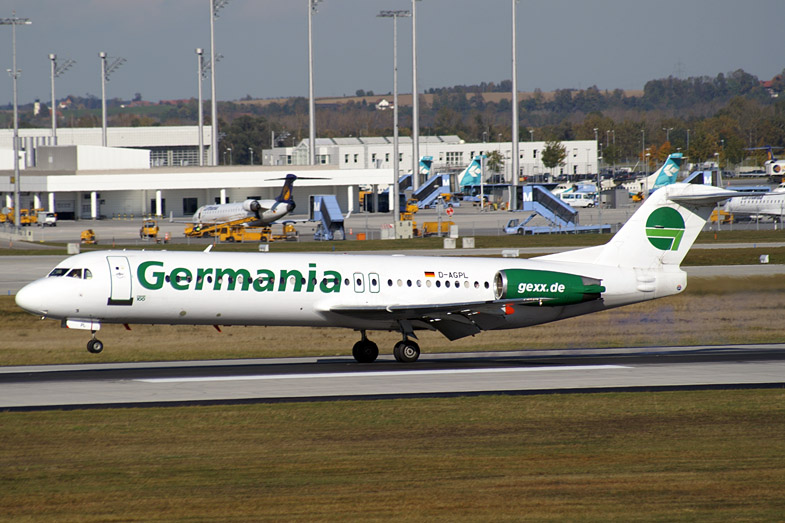
Een Fokker 100 van Germania op luchthaven München

Germania (Germania Fluggesellschaft mbH) was een Duitse luchtvaartmaatschappij met als thuisbasis Berlijn. De maatschappij voerde lijn- en chartervluchten uit. Op maandag 4 februari 2019 heeft Germania faillissement aangevraagd. Op 5 februari 2019 stopte de maatschappij met vliegen en werd failliet verklaard.

## Geschiedenis

### Oprichting en eerste jaren
In april 1978 werd SAT (Special Air Transport) in Keulen opgericht. Deze maatschappij begon met vliegen in september 1978. In juni 1986 werd Germania Fluggesellschaft mbH opgericht. Germania nam het vliegbedrijf over. SAT ging verder als leasebedrijf voor vliegtuigen. 
In 1987 kondigde Germania aan, binnenlandse vluchten in Duitsland uit te gaan voeren. Germania kreeg hiervoor echter geen toestemming van het Bondsministerie van Verkeer. In  plaats daarvan sloot Germania een langlopend leasecontract met Lufthansa. In datzelfde jaar werd de eerste van 13 Boeing 737-300 in bedrijf genomen.
In 1992 werd het hoofdkantoor verplaatst naar de luchthaven Berlijn Tegel. In hetzelfde jaar won Germania de aanbesteding voor vluchten tussen de voormalige West-Duitse hoofdstad Bonn en de nieuwe hoofdstad Berlijn in opdracht van de Duitse regering, de "Beamten-Shuttle" (shuttle voor ambtenaren), die echter maar korte tijd bleef bestaan.
Bij Boeing werd in 1995 een bestelling voor 12 Boeing 737-700 geplaatst. Met het eerst geleverde toestel werd door een Germania crew een wereldrecord neergezet voor de langste vlucht in de 60 tot 80 ton klasse. Het toestel vertrok vanaf de Boeing fabriek in Seattle en landde in Berlin-Tegel na een reis van ongeveer 8117 km.
Sinds 1998 werden steeds meer toestellen geleased aan andere maatschappijen, waaronder Hapag-Lloyd Express, dba, Maersk Air en Delta Air Lines. Tevens verhuurde Germania dat jaar als eerste Duitse luchtvaartmaatschappij de romp van haar toestellen als reclameoppervlak.

### Sinds 2000
Na de aanslagen van 11 september 2001 en de daarop volgende vrijkomende slots door terugtrekkende Amerikaanse maatschappijen, zag Germania de kans om haar eerste lijnvlucht aan te bieden. Deze vond plaats tussen Berlin-Tegel en Frankfurt am Main. In 2002 kocht Germania 19 Fokker 100's. Deze werden een aantal jaren onder de merknaam Germania Express (gexx) gevlogen.
In maart 2005 nam Germania 64% van de aandelen van dba in haar bezit. Hierdoor ging Germania in wet-lease voor dba vliegen. De vluchten onder gexx of onder eigen merknaam verdwenen daar steeds meer vliegtuigen door andere maatschappijen gecharterd werden. In de zomer van 2005 werden de dba-aandelen weer verkocht, Germania bleef echter voor dba vliegen.
Tot 2008 vloog Germania alleen nog wet-lease voor Hapag-Lloyd Express (later TUIfly) en dba (later Air Berlin). In deze periode werd de Fokker 100 langzaam afgestoten. Na de mislukte overname van Germania door Air Berlin werd het chartercontract door Air Berlin beëindigd. Als resultaat daarvan begon Germania in de zomer van 2008 weer eigen lijnvluchten door te voeren. De laatste 8 Fokker 100's werden in oktober 2008 verkocht.
In 2010 begon Germania weer voor TUI te vliegen. Tijdens de ILA 2010 werd een intentieverklaring met Airbus ondertekend voor 5 Airbus A319's. Hieruit kwam een bestelling voort voor 3 Airbus A319 en 2 Airbus A321. In februari 2011 werd de eerste A319 geleverd. In de loop der jaren werden meerdere gebruikte A319 en A321 aangeschaft. Flynext werd in september 2011 door Germania overgenomen, inclusief de 2 A319's. Flynext vloog reeds als wetlease voor Germania.
Sinds november 2011 voert Germania de Airbus-shuttle uit tussen de werkplaatsen Hamburg Finkenwerder en Toulouse. Hiervoor worden 2 A319's ingezet. De shuttle werd van het failliet verklaarde OLT overgenomen.
Eind 2013 werd het langlopende wetleasecontract met Air Berlin beëindigd. De vrijgekomen vliegtuigen werden vervolgens weer in het eigen routenet ingezet.
In 2016 vierde Germania haar 30-jarig bestaan. Hiervoor werd een Boeing 737-700 in een speciale livery gespoten. Met vliegtuig registraties naam:D-AGER   
In januari 2019 werd bekend dat de maatschappij in financiële problemen verkeerde. Op 19 januari kreeg het nog een kapitaalinjectie van investeerders ter waarde van 15 miljoen euro. Desondanks vroeg de maatschappij begin februari haar faillissement aan. Het Zwitserse en Bulgaarse dochterondernemingen Germania Flug AG en Bulgarian Eagle worden niet door het faillissement getroffen. Het bedrijf vervoerde jaarlijks zo’n vier miljoen reizigers naar 60 bestemmingen in Europa, Afrika en het Midden-Oosten.

## Vloot
Per februari 2019 bestaat de Germaniavloot uit:

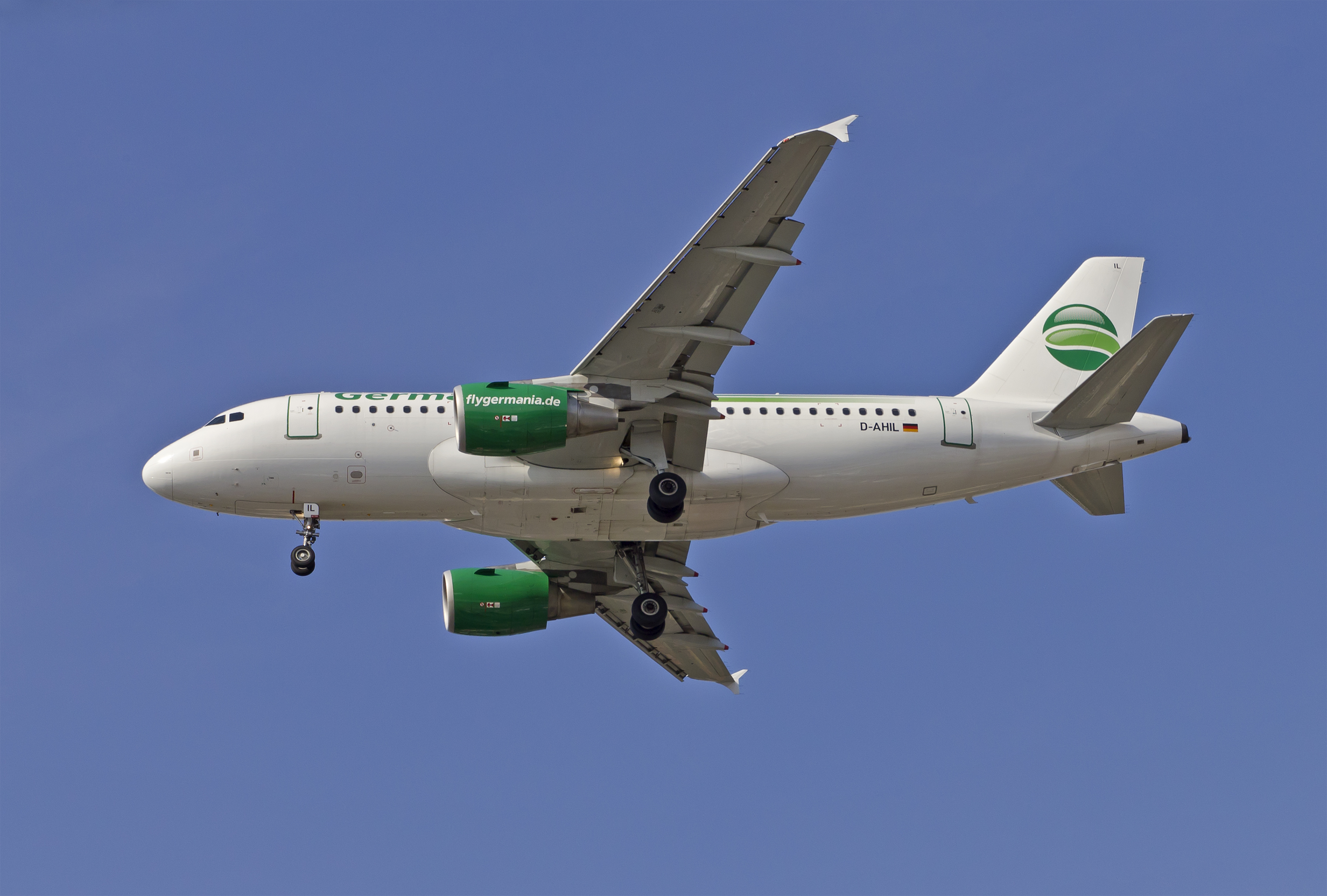
Een Germania Airbus A319 (2011)

| Vliegtuigen     | In dienst | Orders | Passagiers |
| --------------- | --------- | ------ | ---------- |
| Airbus A319-100 | 18        | -      | 150        |
| Airbus A321-200 | 6         | -      | 215        |
| Boeing 737-700  | 4         | -      | 148        |
| Totaal          | 29        | 0      |            |

### Vloot in vorige jaren
In de vorige jaren vloog Germania met verschillende types:
| Vliegtuigen       | Geïntroduceerd | Afgeschreven |
| ----------------- | -------------- | ------------ |
| Airbus A319-100   | 2011           |              |
| Airbus A321-211SL | 2013           |              |
| Boeing 737-300    | 1987           | 2011         |
| Boeing 737-700    | 1998           |              |
| Fokker 100        | 2003           | 2008         |

### Vlootvernieuwing
Tijdens de Farnborough Airshow van 2016 maakte Germania bekend haar huidige vloot te vervangen door Airbus A320neo. Hiervoor zijn 25 toestellen besteld. De leveringen zijn gepland tussen 2020 en 2022. De maatschappij heeft de optie op 15 verdere toestellen. Daarnaast kan de bestelling aangepast worden naar de A321neo. Als eerst zullen de geleasede toestellen de vloot verlaten, vervolgens de Boeing 737-700's. Hiermee zal Germania een volledige Airbus-vloot bezitten.